# Bagryana (krater)
Bagryana är en nedslagskrater på planeten Merkurius, med en diameter på ungefär 101 kilometer.
2015 uppkallades kratern efter den bulgariska författarinnan Elisaveta Bagrjana.